# ТОВ «ТАС ДНІПРОВАГОНМАШ»
ТОВ «ТАС Дніпровагонма́ш» — розробник і виробник вантажних магістральних і промислових вагонів для різних галузей промисловості. Завод створювався на базі вагоноремонтних майстерень металургійного заводу. В 1926 році вагонобудівне відділення виділилося зі складу металургійного заводу і стало самостійним підприємством, що отримало назву Кам'янській вагонний завод імені Газети «Правда», оскільки газета взяла шефство над новоутвореним підприємством. Також на честь газети «Правда» було названо сусідню залізничну станцію.
У 1941 році обладнання заводу було евакуйовано в Алтайський край до деревообробного заводу в селищі Чесноковка. Так виник Алтайський вагонний завод, а Чесноковка стала містом Новоалтайськ. Надалі обладнання не було повернено на Дніпродзержинський вагонний завод, а натомість на відновлення підприємства було завезене устаткування німецьких вагонних заводів, взяте в якості репарацій.
На базі вагонного заводу та ряду його підрозділів у квітні 1990 року було утворено виробниче об'єднання «Дніпровагонмаш», а 1994 року — акціонерне товариство «Дніпровагонмаш».

## Специфіка
ТОВ «ТАС Дніпровагонмаш» є провідним підприємством із розробки і виготовлення вантажних вагонів і промислових залізничних вагонів та спеціалізованого залізничного технологічного обладнання для підприємств коксохімічної промисловості. Вагони, що виробляє підприємство, використовуються в різних галузях промисловості, вони перевозять практично всі види вантажів: сипкі, штучні, важковагові, довгомірні.
За 79 років підприємство накопичило великий досвід у створенні та вдосконаленні спеціалізованого рухомого складу для перевезення вугілля, коксу (охолодженого і розжареного), руди, окатишів, агломерату, металопрокату, слябів, зливків і багатьох інших вантажів.
У активі підприємства більше 150 моделей вагонів практично всіх типів: піввагони, хопери криті і відкриті платформи для різних вантажів, думпкари, спеціалізовані технологічні транспортні засоби.

## Продукція
У активі підприємства більш ніж 150 моделей агрегатів і найширша в СНД номенклатура продукції вагонобудування.
Понад 80 % продукції ТОВ поставляє на експорт.

## Фінансові показники
У 2005 р. завод випустив 3664 вантажні вагони, що на 20 % більше, ніж у 2004 р.
ДВМ у 2005 р. реалізував продукції на 625,42 млн грн., що на 35,8 % більше, ніж у 2004 р., обсяг виробництва перевищив показник 2004 р. на 20,1 % і становив 559,69 млн грн.
За даними на жовтень 2004 р. 26,24 % акцій ПАТ «Дніпровагонмаш» належить компанії Stradford Investment Fund Ltd (Велика Британія), 19,94 % — «Істрейд Лтд», 41,917 % — двом фізичним особам-нерезидентам (21,977 % — Вікторії Корбан, пов'язаній із дніпровським ВАТ «Інвестиційна компанія „Славутич-Капітал“»).